# Merluccius hernandezi
Merluccius hernandezi és una espècie de peix pertanyent a la família dels merlúccids.

## Hàbitat
És un peix marí i batidemersal que viu fins als 300 m de fondària.

## Distribució geogràfica
Es troba al Pacífic oriental central: el golf de Califòrnia.

## Observacions
És inofensiu per als humans.